# Kanton Angoulême-Est
Kanton Angoulême-Est (fr. Canton d'Angoulême-Est) je francouzský kanton v departementu Charente v regionu Poitou-Charentes. Je tvořen pouze východní částí města Angoulême.